# 杨维骏
杨维骏（1922年3月11日—2020年6月9日），男，云南昆明人，中华人民共和国政治人物。被誉为“反腐愚公”“反腐斗士”。

## 生平
1922年3月11日（旧历二月十三）在云南昆明出生。
1945年1月参加革命工作，同年7月加入中国民主同盟。1940年9月起，先后在云南大学农学院农学系、文法学院政治系读书，其间担任云南大学学生自治会主席；1945年1月加入党的秘密外围组织“民主青年同盟”；1945年10月起，历任民盟云南省支部执行委员、昆明“中国周报”社社长；1946年9月，赴鹤庆县师范学校任教；1947年3月，赴民盟上海市临时工委工作；1949年3月起，历任民盟云南省临时工委副主委、组织部副部长；1951年1月起，历任云南省第一届各界人民代表会议协商委员会副秘书长，民盟云南省委员会秘书长，政协云南省第一届委员会副秘书长；1958年11月起，历任政协云南省委员会秘书处联络科副科长、文史资料小组组员、文史资料委员会办公室副主任；1980年3月起，历任民盟云南省委员会第六届、七届、八届、九届副主委，政协云南省第五届委员会副秘书长；1985年9月起，先后担任政协云南省第五届、六届委员会副主席。1997年10月离休。
2020年6月9日18时03分在昆明逝世，享年98岁。2020年6月12日在昆明举行告别仪式。